# 麻酔記録装置
麻酔記録装置（ますいきろくそうち）は、手術中における薬剤投与量をはじめとして、患者の生体情報などの経過を記録する装置。

## 概要
生体情報モニタからの、術中のバイタルサインデータを自動で収集し情報保管、参照可能なようにもする装置。
各機器からオンラインで自動的にインターフェイスできる度合いを高めたものを、特に自動麻酔記録装置ともいう。記録紙にボールペンで記録する機械式のものがかつては用いられたが、2023年現在は販売終了となっている。

## 紙媒体との比較
従来は麻酔記録を紙に手書きするのが一般的であったが、マス目が限られているなどの理由で分単位の記録しか残せなかった。また、手書き文字が判別しにくかったり、誤ったマス目に記録してしまう可能性もあった。麻酔記録装置を使用すれば、秒単位のバイタルデータが自動記録されるようになる。薬剤の投与を実際の装置と連動させることも可能であり、より正確に記録ができるようになる。また、画面上に麻酔記録を描写すれば、拡大縮小が可能となるため、視認性や可読性も向上する。